# Кора (ботаника)
Кора је део вегетативних органа (корена и стабла) копнених биљака који се налази између централног цилиндра и епидермиса. На основу порекла може бити примарна и секундарна. Примарна кора настаје деобама и даљом диференцијацијом ћелија пореклом од апикалних меристема, док секундарна кора настаје периферним одвајањем ћелија камбијума у процесу секундарног дебљања биљних органа. Свакодневно, међутим, под кором подразумевамо сва ткива која се налазе периферно у односу на дрво - секундарну кору и деривате фелогена (плуту, фелодерм).
Производи добијени од коре обухватају: зидне облоге од коре за фасаду и унутрашње зидове, зачине и друге ароме, танкору за танин, смолу, латекс, лекове, отрове, разне халуциногене хемикалије и плуту. Кора је коришћена за израду тканина, кануа и ужади, и користи се као површина за израду слика и мапа. Исто тако бројне биљке се узгајају ради њихове атрактивне и интересантне обојености коре и њене површинске текстуре, или се кора користи као пејзажни малч.

## Структура коре дрвета
Кору чини спољни део стабљика и грана. Анатомски она садржи сва биљна ткива осим камбијума.
Стварање коре иницирано је процесом деобе ћелија у камбијуму који ствара ксилем на унутрашњој страни (дрвеној) и флоем, главно ткиво коре на спољашњој страни коре. Ткиво флоема садржи флоемски паренхим, влакна, здружене ћелије и веома важне ситасте ћелије или ситасте цеви.
Ситасти елементи су главни канали за покрете надоле биљног сока и хранљивих материја од листова насупрот покретима навише воде из корена у ксилему. Слој физички активног ткива близу камбијума познат је као унутрашња кора и најчешће је веома танка и светле боје.
Како се наредни слојеви флоема задрже у току година, спољашњи слојеви постају све сабијенији и ситасти елементи и сличне структуре се руше. Та ткива тада престају да учествују у активним физиолошким процесима и претварају се у релативно инертну, тамну спољашњу кору која обухвата велики део коре дрвета.

## Састав
Уз своју хетерогену структуру, хемијски састав коре показује велику разноврсност тако да се аналитички подаци о узорцима коре тешко добијају и често немају право значење.
Велика разноврсност у природи и количина различитих хемијских компоненти и различитих неважних материјала који се налазе у кори се могу наћи у чак једној врсти, зависно од старости и места на коме расте дрвеће које је скупљано и од величине које каја се испитује. Разлике у саставу и варијансе у броју основних елемената могу да буду много веће зависно од врсте и из тих разлога не постоје добре стандардизоване методе у анализи коре.
Елементи коре се најчешће испитују вађењем узорака уз помоћ разних солвента. Често онај који испитује почеће са одвајањем хладних, неполарних органских солвената, као што су лаки петролеј или етар и онда наставити екстракцију уз помоћ поларизованих солвената као што су бензен, хлороформ или алкохол (хладани ли врућ), до поларних солвената као што су ацетон, водени ацетон или алкохол и вода. Пратећа екстакција са алкалима и хидролизом са киселином се користи за анализу остатака.
Неки од видова материјала екстрактованих у секвенцама уз помоћ ових солвената:
| Солвент                                            | Типичне супстанце отклоњене у целости или делимично                                                    |
| -------------------------------------------------- | --- |
| Петролеј, етар, бензен, хлороформ                  | Терпени и њихови деривати, масти, восак, слободне масти и воштане киселине и алкохоли, стероли, резини |
| алкохол, ацетон, водени алкохол, растворени ацетон | Обични полифеноли и њихови гликоцити, танис, моно- и дисахариди (шећери)                               |
| Топла или хладна вода                              | Дисахариди, скроб, каучук, пектини, танини, гума аралика                                               |

Ткива коре по маси чине између 10 и 20% дрвенастих васкуларних биљака и састоје се од различитих биополимера, танина, лигнина, суберина и полисахарида. До 40% ткива коре је направљено од лигнина, који чини важан део биљке, пружајући структурну подршку умрежавањем између различитих полисахарида, као што је целулоза.
Сматра се да кондензовани танин, који је у прилично високој концентрацији у ткиву коре, инхибира разградњу. Због овог фактора може бити да је деградација лигнина далеко мање изражена у ткиву коре него у дрвету. Предложено је да, у слоју плуте (фелоген), суберин делује као баријера за микробну деградацију и тако штити унутрашњу структуру биљке.
Анализа лигнина у зиду коре током пропадања дејством гљива беле трулежи Lentinula edodes (шитаке печурка) коришћењем 13C NMR је открила да лигнински полимери садрже више гвајацилних лигнинских јединица него сирингилних јединица у поређењу са унутрашњости биљке. Гвајацилне јединице су мање подложне деградацији јер, у поређењу са сирингилом, садрже мање арил-арил веза, могу да формирају кондензовану структуру лигнина и имају нижи редокс потенцијал. То би могло значити да би концентрација и врста лигнинских јединица могли пружити додатну отпорност на гљивично пропадање за биљке заштићене кором.
Целулоза и хемицелулоза у деловима влакана коре су веома сличне одговарајућим материјалима из дрвета. Ипак, када се примени чак и на кору која није екстракована, стандардна лигнин анализа даје обмањујуће резултате пошто продукти лигнина садрже мешавину правог лигнина и филобафена (плуте). Мешавина има метоксил садржај од само 8—10% насупрот карактеристичних 15—17% правог лигнина из меког дрвета или 20—22% правог лигнина из тврдог дрвета. Неке од средњих величина бројки које описују лимите састава дрвета и коре су приказани испод; индивидуална анализа за одређене врсте и даље може да се налази иза ових лимита.
|             | Меко дрво | Меко дрво | Тврдо дрво | Тврдо дрво |
| ----------- | --------- | --------- | ---------- | ---------- |
| Дрво        | Кора      | Дрво      | Кора       |            |
| Лигнин      | 25—30%    | 40—55%    | 18—25%     | 40—50%     |
| Полисахарид | 66—72%    | 30—48%    | 74—80%     | 32—45%     |
| Екстракти   | 2—9%      | 2—25%     | 2—5%       | 5—10%      |
| Пепео       | 0.2—0.6%  | преко 20% | 0,2—0,6%   | преко 20%  |

## Лековита својства
Чај од храстове коре има лековита својства, па се подједнако користи за спољну и унутрашњу употребу, као и за испирање грла. Познато је да многе врсте дрвета имају лековиту кору, посебно храст. За ову намену се користи храст лужњак или храст китњак.
Кора стабла афричке шљиве се користи за алтернативно лечење простате или као помоћни лек код лечења простате. Наиме, доказано је да делује код блажих и средњих облика увећања простате или бенигне хиперплазије простате. У Европи се продаје у виду препарата под различитим називима, а у афричкој традиционалној медицини се примењује у свом природном изворном облику. Локално становништво на терену, где афричка шљива и расте, користи кору у облику праха или чаја, за простату и као афродизијак.

## Употреба
Кора има дуг историјат коришћења почевши од индијанских кануа до тапа тканине Јужног Пацифика. Плута, влакна, танини, боје, лепак, смола, латекс материјали, хранљиви производи, зачини, рибљи отрови, антибиотици се могу добити из коре. Цимет је један од зачина добијен из коре, антималаријски лек кинин, моћни иафродизијак јохамбин, који користе узгајивачи животиња, састојак коктела итд. Велики број продуката који се добијају из коре се одражавају не само на комплексан састав коре, већ и екстремне разлике међу карактеристичним врстама. Најзанимљивија корист од коре је извор хемијских екстраката са медицинским и физиолошким својствима. Коре које садрже овакав тип екстракта су ограничене на тропске врсте. Кора се још широко користи у индустрији папира, намештаја и разних материјала на бази дрва. Такође се користи за добијање горива и угља.
Унутрашња кора (флоем) неких стабала је јестива. У друштвима ловаца-сакупљача и у временима глади, убира се и користи као извор хране. У Скандинавији се хлеб од коре прави од ражи којој се додаје препечени и самлевени унутрашњи слој коре белог бора или брезе. Сами народ далеког севера Европе користи велике плоче коре Pinus sylvestris који се уклањају у пролеће, припремају и чувају за употребу као основни извор хране. Унутрашња кора се једе свежа, сушена или печена.
Код храстове плуте (Quercus suber) кора је довољно дебела да се убира као производ плуте без убијања дрвета; код ове врсте кора може постати веома дебела (нпр. пријављено је више од 20 cm).
Неке коре стабла имају значајно другачији фитохемијски садржај од других делова. Неке од ових фитохемикалија имају пестицидна, кулинарска или етнофармаколошка својства важна за лекове и културу.
Кора садржи јака влакна позната као лич, а у северној Европи постоји дуга традиција коришћења коре од израслих младих ластара липе (Tilia cordata) за производњу конопца и ужета, који су кориштени на пример у опреми дугих бродова из доба Викинга.
Међу комерцијалним производима од коре су плута, цимет, кинин (из коре Cinchona) и аспирин (из коре врба). Кора неких стабала, посебно храста (Quercus robur) је извор танинске киселине, која се користи у штављењу. Опиљци од коре који настају као нуспроизвод производње грађе често се користе у малчу од коре. Кора је важна за хортикултурну индустрију, јер се у уситњеном облику користи за биљке које не успевају у обичном земљишту, као што су епифити.